# Obora (Malá Strana)
Obora byla ves na území Prahy (Malé Strany) založená českými královnami v oblasti dnešních ulic Šporkova, Jánská a Jánský vršek. Poprvé je zmiňována k roku 1278, ale zdejší románský kostel svatého Jana Křtitele se připomíná již k roku 1141 (v Oboře se připomíná ještě jeden kostelík zasvěcený sv. Matějovi přestavěný v roce 1548).

## Historie
Jedna („svatojánská“) část Obory náležela svatovítské kapitule, jíž české královny postoupily svá vrchnostenská práva. Při založení Malé Strany (tehdy nazývané Novým Městem Pražským) v roce 1257, zůstala Obora vně hradeb a byla obdařena mnoha výsadami. Před rokem 1354 Obora vyhořela i s listinnými privilegii a proto v roce 1354 královna Anna tato privilegia obnovila. Tato (menší) část Obory měla tehdy svou radnici (stála vedle kostela sv. Jana), rychtáře, 2 kostely a 7 domů. Od konce 14. století byl představitelem místní feudální vrchnosti farář u sv. Jana, jmenovaný svatovítskou kapitulou, který v Oboře dosazoval i odvolával rychtáře a konšely.
Druhá (větší) část Obory náležela strahovskému klášteru patrně již od roku 1140. Ve 14. stol. zde stálo 26 domů a pivovar se zahradou a vinicí.
Obě části Obory byly patrně vypáleny (společně s Malou Stranou) v roce 1419 při dobývání Pražského hradu husity. Svatojánská část Obory se později osamostatnila a byla opět pod ochranou královen (kostel sv. Jana dala v roce 1546 znovu vystavět královna Anna (manželka Ferdinanda I.)
„Strahovská“ část Obory se vrátila do správy strahovskému klášteru a v roce 1628 byla Ferdinandem II. osvobozena od „všeho ubytování lidu vojenského“. V roce 1648 byla Obora připojena k Malé Straně a farní kostel sv. Jana se stal filiálním kostelem sv. Mikuláše.
Kostel sv. Jana byl v roce 1784 zrušen a poté zbořen, jeho zbytky se zachovaly v domě čp. 322. Kaple sv. Matěje byla zrušena v roce 1793 (pozůstatky se zachovaly v čp. 323). Ke kostelům náležel hřbitov, kde byli pochováni např. rytec Jiljí Sadeler, sochař Jan Antonín Quitainer, architekti Anselmo Lurago a Jan Blažej Santini-Aichel a další.